# Niklaus Schradin
Niklaus Schradin (* in Allensbach am Bodensee; † zwischen Februar 1506 und 1518 in Luzern) war ein Schweizer Chronist und Schreiber in Diensten der Abtei St. Gallen und der Stadt Luzern.

## Leben
Niklaus Schradin ist erstmals im September 1491 als Schreiber der Kanzlei des Abts von St. Gallen belegt, in dessen Diensten er bis April 1500 stand. Im Jahr 1499 ist er zudem als Notar nachgewiesen. Im Frühjahr 1500 wechselte er in die Kanzlei der Stadt Luzern, wo er vom 1. Juni 1500 bis 14. Februar 1506 als dritter Schreiber (seit 1503 Substitut genannt) unter dem Stadtschreiber tätig war. Am 14. April 1505 erwarb Schradin das Luzerner Bürgerrecht. Nach dem Tod des bisherigen Unterschreibers meldete er im Februar 1506 Interesse an dessen Stelle an, verzichtete aber später auf eine Bewerbung. Danach verlieren sich seine Spuren. Er muss jedoch vor 1518 verstorben sein, da das in diesem Jahr angelegte Jahrzeitbuch des Franziskanerklosters zu Luzern eine von seiner Gattin Anna Giesin, genannt Wagnerin, gestiftete Jahrzeit für den Verstorbenen vermeldet. Die in der älteren Forschung ohne Belege aufgestellte Behauptung, Schradin sei noch 1531 Wirt des Luzerner Gasthauses zum Bären gewesen, ist falsch.

## Reimchronik über den Schwabenkrieg
Schradin ist der Verfasser einer zum 1. September 1500 in Sursee gedruckten und mit 42 Holzschnitten versehenen Reimchronik über den Schwabenkrieg (1499), die den Obrigkeiten der zehn Orte der Eidgenossenschaft gewidmet ist. Sie stützt sich in Teilen auf die in Prosa verfasste Schwabenkriegschronik des St. Gallers Kaspar Frey, der bis zu Schradins Wechsel nach Luzern im Frühjahr 1500 dessen Kollege in der Kanzlei des Abts war.
Die Reimchronik gilt als erstes in der Schweiz gedrucktes Werk der Schweizergeschichte und ist ein aufschlussreiches Zeugnis zum eidgenössischen Geschichtsbewusstsein um 1500. Wegen seiner aggressiven proeidgenössischen Ausrichtung stiess der Text vor allem bei den oberrheinisch-schwäbischen Humanisten (wie z. B. Jakob Wimpfeling) auf scharfen Widerspruch.
Die ältere Forschung nimmt als Druckdatum den 14. Januar 1500 an, gemäss den Angaben zur Drucklegung im Kolophon der Chronik (zinstag vor sant Anthengen tag im XV C Iar = Dienstag vor dem Fest des heiligen Antonius [dem Einsiedler] [= 17. Januar] im Jahr 1500), doch war Schradin, der sich in seiner Chronik selbst als schriber zu Lutzern bezeichnet, zu diesem Zeitpunkt noch in St. Galler Diensten. Wahrscheinlich bezieht sich die Angabe daher auf den innerhalb der Diözese Konstanz, zu der sowohl St. Gallen als auch Luzern und Sursee gehörten, gefeierten Festtag des heiligen Märtyrers Antoninus (auch Antonius) von Apameia, der auf den 2. oder 3. September fällt. Daraus ergibt sich die neue, jetzt stimmige Datierung auf den 1. September 1500.
Der Druckort Sursee wird in der Forschung in Zweifel gezogen. Die verwendeten Drucktypen haben Ähnlichkeit mit solchen aus der Werkstatt des Basler Druckers Michael Furter, dessen Qualitätsstandard der Druck jedoch nicht entspricht. Dieser ist vielmehr sehr mangelhaft, mit zahlreichen typographischen Fehlern, falsch gesetzten oder fehlenden Buchstaben; einzelne Kapitelüberschriften sind doppelt gesetzt, in einem Fall hat der Drucker sogar eine Druckanweisung aus dem Vorlagemanuskript zur Positionierung eines Holzschnitts mit in den Text einer Überschrift übernommen. Die reiche Ausstattung mit 42 Holzschnitten könnte vom unbekannten Holzschnitt-Meister mit dem Monogramm „DS“ stammen, der in Basel in der Nachfolge Albrecht Dürers gearbeitet hat.
Die Chronik wurde nach ihrer Publikation ausgiebig von dem Luzerner Chronisten Petermann Etterlin rezipiert, der sie als Vorlage für die Darstellung des Schwabenkriegs in seiner Kronica von der loblichen Eydtgnoschaft (1507) verwendete; gleiches ist für die Luzerner Chronik des Diebold Schilling (1513) zu beobachten, und auch der Zürcher Chronist Johannes Stumpf kannte und nutzte die Chronik. Heute sind weltweit noch 12 Exemplare bekannt, davon 6 in öffentlichen Bibliotheken der Schweiz.

### Druck, Digitalisat, Faksimile und Textwiedergabe
- Niklaus Schradin: Cronigk diß kiergs gegen dem allerdurchlüchtigisten hern Romschen konig als ertzhertzogen zu Osterich und dem schwebyschen pundt, dero sich das heylig Romisch rich angenomen hat, eins teilß und stett und lender gemeiner eidgenosschaft des andern, Sursee 1. September 1500; (Digitalisat) des Exemplars der Herzog August Bibliothek Wolfenbüttel (Signatur: inkunabeln/37 – 4-poet-1).

- Schradin, Stadtschreiber von Luzern: Schweizer Chronik, Sursee 1500 [Faksimile-Neudruck nach dem Exemplar der Herzog August Bibliothek Wolfenbüttel, mit einer Einführung von Ernst Weil], München 1927.

- Der Schwabenkrieg vom Jahre 1499, besungen in teutschen Reimen durch Nicolaus Schradin zu Lucern 1500, in: Der Geschichtsfreund 4 (1847), S. 3–66.